# Alcublas
Alcublas, en castillan et officiellement (Les Alcubles en valencien), est une commune d'Espagne de la province de Valence dans la Communauté valencienne. Elle est située dans la comarque de Los Serranos et dans la zone à prédominance linguistique castillane.

## Géographie

Localisation d'Alcublas
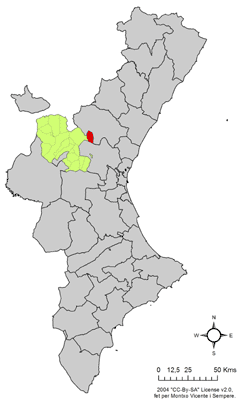
dans la Communauté valencienne.
dans la comarque de Los Serranos.

### Localités limitrophes
Le territoire municipal d'Alcublas est voisin de celui des communes suivantes :
Andilla, Casinos, Villar del Arzobispo et Llíria dans la province de Valence et Sacañet, Jérica et Altura dans la province de Castellón.

## Démographie
| 1990 | 1992 | 1994 | 1996 | 1998 | 2000 | 2002 | 2004 | 2005 | 2007 |
| ---- | ---- | ---- | ---- | ---- | ---- | ---- | ---- | ---- | ---- |
| 914  | 859  | 858  | 837  | 857  | 854  | 835  | 794  | 796  | 829  |

### Sources
- (es) Cet article est partiellement ou en totalité issu de l’article de Wikipédia en espagnol intitulé « Alcublas » (voir la liste des auteurs).